# ابوالحسین احمد بن محمد
ابوالحسین احمد بن محمد فرزند محمد بن ابراهیم علوی، از بزرگان زیدیان در ری بود که پس از قیام داعی کبیر به او پیوست. وی مدتی بعد داماد داعی شد و به وی نزدیکتر گشت.
در سال آخر حکومت داعی کبیر برادر او، محمد بن زید، در گرگان و خود او در آمل مستقر بودند. احمد بن محمد، نیز اعمال حکومتی را در آمل انجام می‌داد. پس از آن‌که داعی در ۳ رجب ۲۷۰ هجری قمری درگذشت. احمد برخلاف وصیت داعی بر مسند قدرت نشست و با محمد بن زید به مخالفت برخاست.
وی در دوران حکومتش با اهدای هدایایی به بزرگان حکومت علویان طبرستان، آن‌ها را از خود راضی نگهداشت و موجب شد تا محمد بن زید نتواند به حکومت برسد؛ لیکن با کم شدن خزینهٔ او، بزرگان به محمد بن زید متمایل شدند و حکومت به دست وی افتاد.